# Karl Friedrich Wilhelm Braun

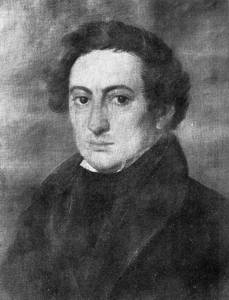
Karl Friedrich Wilhelm Braun

Karl Friedrich Wilhelm Braun (auch: Friedrich Wilhelm Braun; Karl Friedr. Wilhelm Braun; Carl Friedrich Wilhelm Braun; C. F. W. Braun; Baruthinus [Pseud.]; F. Braun; Friedrich Braun; geboren am 1. Dezember 1800 in Bayreuth; gestorben am 20. Juli 1864 ebenda) war ein deutscher Apotheker, Botaniker, Geologe und Paläontologe (genauer: Paläobotaniker). Sein botanisches Autorenkürzel lautet „Braun“.

## Leben und Wirken
Brauns Vater war Apotheker und Medizinalassessor in Bayreuth. Karl Friedrich Wilhelm Braun ging als Apotheker in Regensburg in die Lehre, war ab 1819 Apothekergehilfe in Salzburg und danach in Klagenfurt. Gleichzeitig hatte er Kontakt zu bedeutenden Botanikern und begleitete den väterlichen Freund David Heinrich Hoppe auf einer Alpenreise (Salzburger und Kärntner Alpen). Die Bekanntschaft mit dem Amateurbotaniker und österreichischen Oberst Ludwig von Welden ermöglichte ihm 1821 eine botanische Studienreise nach Oberitalien. Man bot ihm auch eine Offizierskarriere an, die er aber nach dem Tod der Mutter ausschlagen musste, ebenso wie eine geplante Teilnahme an einer Expedition nach Guyana, als er 1824 in Prag botanische Forschung in Kontakt mit dortigen Botanikern und Forschungsreisenden (Kaspar Maria von Sternberg, Franz Wilhelm Sieber) betrieb. Auf Wunsch des Vaters musste er aber sein Studium der Pharmazie in Erfurt fortsetzen und legte 1824 in München die Apothekerprüfung mit Auszeichnung ab. Danach übernahm er die Bayreuther Apotheke seines Vaters, die er nach sieben Jahren verkaufte, um sich ganz botanischer Forschung zu widmen.
Er war Professor an der 1833 gegründeten Kreis-Landwirtschafts- und Gewerbeschule Bayreuth und lehrte dort Chemie, Naturgeschichte, Physik und Technologie. Innerhalb kurzer Zeit arbeitete er sich in alle damals schulrelevanten naturwissenschaftlichen Themenbereiche und in die Kunst des Unterrichtens ein. Von der Gründung der Schule bis zu seinem Tod prägte er dort den naturwissenschaftlichen Unterricht.
Braun wurde mit dem Auftrag betraut, die nach und nach reichlich gesammelten Schätze an Mineralien und Versteinerungen in den Kreissammlungen in Bayreuth und in Ansbach zu bestimmen und zu ordnen. Damals war es unter Ferdinand von Andrian-Werburg zur Gründung einer Naturaliensammlung für Oberfranken gekommen, und in diesem Zusammenhang wandte sich Braun verstärkt der Paläontologie zu, wobei er mit dem Sammler und Paläontologen Georg zu Münster zusammenarbeitete. 1840 veröffentlichte er einen Katalog der Sammlung, in der viele Fisch- und Reptilfossilien (wie Placodontia) des Muschelkalks um Bayreuth waren, nebst einer geologischen Karte von Oberfranken. Sein besonderer Schwerpunkt war aber die Paläobotanik. Er erwarb sich auch wesentliche Verdienste um die Bestimmung der Versteinerungen der Universitätssammlung in Erlangen, wofür er zwei Jahre aufwendete. Von dieser Universität erhielt er 1840 das „Doctordiplom honoris causa“. 1833 bis 1845 war er Mitglied des Medizinalausschusses von Oberfranken, was er wegen Arbeitsüberlastung aufgab. Im Jahr 1843 wurde er zum Mitglied der Gelehrtenakademie Leopoldina gewählt. Im Januar 1849 wurde er (lfd. Nr. 14 von 170 Mitgliedern) in die Ende Dezember 1848 neu gegründete Deutsche Geologische Gesellschaft aufgenommen. Er war Auswärtiges Mitglied der naturforschenden Gesellschaft zu Bamberg.
Er hatte besondere Beziehungen nach Athen, denen er wie auch anderen Institutionen eigene Sammlungsbestände stiftete, nachdem er sie wissenschaftlich bearbeitet hatte. Er erhielt 1849 einen hohen Orden vom griechischen König und war korrespondierendes Mitglied der Naturhistorischen Gesellschaft in Athen.

## Schriften
- Verzeichniss der Versteinerungen welche in der Kreis-Naturalien-Sammlung zu Bayreuth vorhanden sind. Bayreuth 1833
- Verzeichnis der in der Kreis-Naturalien-Sammlung zu Bayreuth befindlichen Petrefakten. Verlag von Leopold Voss, Leipzig 1840
- Beiträge zur Urgeschichte der Pflanzen.1. Heft. Als Programm zum Jahresbericht der Königl. Kreis – Landwirthschafts – und Gewerbeschule zu Bayreuth,  F. C. Birner, Bayreuth 1843
- Beiträge zur Urgeschichte der Pflanzen. Weltrichia. Eine neue fossile Gattung fossiler Rhizantheen. Num. VI als Programm zum Jahresbericht der Königl. Kreis – Landwirthschafts – und Gewerbeschule zu Bayreuth, Heinrich Höreth, Bayreuth 1849
- Beiträge zur Urgeschichte der Pflanzen. Kirchneria. Eine neue fossile Pflanzengattung aus dem untern Liassandsteine der Gegend von Bayreuth. Num. VII als Programm zum Jahresbericht der Königl. Kreis – Landwirthschafts – und Gewerbeschule zu Bayreuth, Theodor Burger, Bayreuth 1854
- Ueber das Bayreuther versteinerte Holz. 1859
- Die Thiere in den Pflanzenschiefern der Gegend von Bayreuth. 1860
- Ueber Placodus gigas. Agassiz. und Placodus Andriani. Münster. Theodor Burger, Bayreuth 1862
- Ueber Placodus quinimolaris. Heinrich Höreth, Bayreuth 1863
- Verzeichniss der in der Kreis-Naturalien-Sammlung zu Bayreuth befindlichen Petrefacten. Nachdruck [der Ausg.] Voss, Leipzig 1840. [Bayreuth], Naturwissenschaftliche Gesellschaft, 2004. (Berichte der Naturwissenschaftlichen Gesellschaft Bayreuth; Beiheft [5]), Bayreuth 2004